# Dongyuan (sockenhuvudort i Kina, Jiangxi Sheng, lat 28,77, long 116,45)
Dongyuan är en sockenhuvudort i Kina. Den ligger i provinsen Jiangxi, i den sydöstra delen av landet, omkring 56 kilometer öster om provinshuvudstaden Nanchang. Antalet invånare är 44 948. Befolkningen består av 21 968 kvinnor och 22 980 män. Barn under 15 år utgör 26,0 %, vuxna 15-64 år 63 %, och äldre över 65 år 9,0 %.
Runt Dongyuan är det tätbefolkat, med 369 invånare per kvadratkilometer. Närmaste större samhälle är Santang, 12,2 km öster om Dongyuan. Trakten runt Dongyuan består till största delen av jordbruksmark.
Genomsnittlig årsnederbörd är 2 373 millimeter. Den regnigaste månaden är juni, med i genomsnitt 357 mm nederbörd, och den torraste är oktober, med 36 mm nederbörd.